# Jessica Harnois
 (octobre 2020).
 (octobre 2020).
Pour les articles homonymes, voir Harnois (homonymie).
Jessica Harnois (née le 18 mai 1979 à Granby, Québec, Canada), est une sommelière, entrepreneure et conférencière québécoise. Elle se fait connaître par ses publications sur le vin, son jeu Vin mystère et sa gamme de vins « Bù » élaborée en collaboration avec Arterra. Elle est ambassadrice d'Éduc'Alcool et la porte-parole de plusieurs événements viti-vinicoles, comme la Fête des vendanges de Magog-Orford et le Salon international des vins et spiritueux de Québec. Elle est également présidente de l’Association canadienne des sommeliers professionnels et vice-présidente de l’Alliance panaméricaine des sommeliers (incluant sept pays) de 2009 à 2013,.
En 2012, elle fonde les Productions Jessica Harnois Inc., puis, en 2014, l'agence de sommellerie Vins au féminin. Elle est détentrice d'une maîtrise en administration des affaires (eMBA) de l'École des sciences de la gestion de l'Université du Québec à Montréal et l'Université Paris-Dauphine,. En 2019, elle reçoit le prix Femme d'affaires du Québec, catégorie « Entrepreneure, petite entreprise », du Réseau des femmes d'affaires du Québec (RFAQ).

## Biographie

### Jeunesse et formation
Née à Granby en 1979, Jessica Harnois est l'enfant unique de Roger Antoine Harnois et de Francine Fontaine, tous deux entrepreneurs. Sa mère joue un rôle important dans l'industrie de la mode au Québec, mettant sur pied la boutique Revenge en 1986,. En entrevue, Jessica Harnois souligne que lorsqu'elle était enfant, les événements auxquels elle assistait au restaurant Chez Marleau lui ont donné le goût du vin,,,.
En 1998, à l'âge de 18 ans, Jessica Harnois suit un cours en mixologie à l'Institut de tourisme et d'hôtellerie du Québec (ITHQ), avant de compléter un baccalauréat en communication (psycho-sociologie) à l'Université du Québec à Montréal (UQÀM).
À l'âge de 24 ans, en terminant son baccalauréat, elle reçoit une bourse internationale de l'UQÀM pour faire un stage en Australie. En arrivant à Sydney, elle se fait engager de soir au restaurant Tetsuya's à titre de sommelière, où elle suit aussi un cours de barista.
Au terme de ce stage, elle part voyager autour du monde, s'arrêtant dans 25 pays et territoires,. Ce périple se termine au Charlie Trotter's, à Chicago (États-Unis), où elle se fait engager comme sommelière alors qu'elle complète ses formations, par correspondance. Elle recevra par la suite son attestation de spécialisation professionnelle (ASP) en sommellerie à l'École hôtelière de Laval.
En 2017, elle obtient une maîtrise en administration des affaires (eMBA) de l'ESG-UQÀM et l'Université Paris-Dauphine,, à l'âge de 37 ans.

### Carrière

#### Sommellerie
En 2000, alors qu'elle commence son baccalauréat universitaire, Jessica Harnois est engagée au restaurant du chef Normand Laprise, le Toqué, (Montréal, Canada) où elle travaille pendant quatre ans. Elle est ensuite sommelière au Tetsuya's (Sydney, Australie), puis au Charlie Trotter's (Chicago, États-Unis),, deux établissements faisant alors partie du classement The World's 50 Best Restaurants (respectivement classés 4e et 14e meilleurs restaurants au monde en 2005).
De retour au Québec en 2006, Jessica Harnois occupe le poste de sommelière-gérante au restaurant Globe. Puis, à 27 ans, elle devient acheteuse en chef à la Société des alcools du Québec (SAQ) où elle travaille avec Denis Marsan, aux services Signature (vins de prestige). Elle rédige avec lui le Courrier vinicole, la publication de la SAQ.
À partir de 2009, la sommelière s'implique dans plusieurs organisations viti-vinicoles. Elle est présidente de l'Association canadienne des sommeliers professionnels (ACSP) et vice-présidente de l’Alliance panaméricaine des sommeliers (incluant sept pays) de 2009 à 2013,. En 2013, à titre de présidente de l'ACSP, elle orchestre la participation d'une équipe québécoise au Concours A.S.I. du Meilleur Sommelier au Monde qui se tient au Japon en mars de la même année. L'équipe inclut des têtes d'affiche comme François Chartier, Philippe Lapeyrie et Véronique Rivest,.
En 2010, elle fait ses débuts en tant que chroniqueuse et critique de vin à TVA pour les émissions Tout simplement Clodine et Salut Bonjour.
En 2011, la sommelière décide de quitter son poste d'acheteuse de vins de prestige à la SAQ. Elle devient ensuite brièvement vice-présidente au développement des affaires pour James Suckling (en), critique de vin américain reconnu à l'international et ex-critique du Wine Spectator. Elle se rend avec lui dans plusieurs villes et régions du monde, dont Bordeaux, pour assister à des événements vinicoles.
En entrevue, la femme d'affaires a annoncé qu'elle aimerait développer un projet de vin mousseux dosé à l'érable 100% québécois, ayant avec sa propre appellation d'origine protégée (AOP), soit l'acéro.

#### Entrepreneuriat
L'entreprise Les Productions Jessica Harnois Inc. est fondée en 2012. Le premier produit créé et commercialisé par l'entreprise est le jeu Dégustation Vegas, servant principalement à animer des soirées de levées de fonds. En 2019, le jeu change de nom pour devenir Vin mystère et est publié par l'entreprise québécoise de jeux Randolph, à qui on doit aussi L'Osti d'jeu et les Jokes de papa.
Puis, en 2014, Jessica Harnois fonde l'agence de sommellerie Vins au féminin, qui rassemble une équipe de sommelières spécialisées en animation d'événements. L'équipe compte en 2020 huit animatrices, dont cinq sommelières.
En 2014, la sommelière crée une gamme de café espresso nommée « Jessica » avec le microtorréfacteur québécois Barista.

Boire local : les 100 meilleurs vins, bières et alcools du Québec, publié en 2019, est le sixième ouvrage de la sommelière.

C'est en 2016 que les Productions Jessica Harnois Inc. font l'acquisition de Savori, le programme de cours de vins offerts par la SAQ de 1988 à 2011. La même année, Jessica Harnois s'associe avec Arterra pour élaborer la gamme de vins « Bù », offerte en SAQ et en alimentation (épiceries et dépanneurs), Ses deux premiers produits sont un chardonnay (le splendido) et un sangiovese (le vivere), tous deux d'Italie.
Ces vins sont importés en vrac puis embouteillés au Québec par le géant mondial Constellation Brands. Le splendido en particulier s'est démarqué : en 2017, il est la 2e vin le plus vendu au Québec (en SAQ et épicerie). Il occupe ensuite la 3e place en 2018 et 2019, puis la 4e en 2020,,,. La gamme compte désormais 15 produits, incluant des vins rouges, des rosés, des bulles et des vins canadiens. Les derniers produits ajoutés à la gamme des vins Bù en septembre 2020 sont deux éditions limitées (un assemblage de riesling et gewurztraminer d'Ontario et un mousseux canadien 100 % chardonnay dosé au vin de glace,) et un premier vin bio, un assemblage italien de nero d'Avola, merlot et syrah.

#### Expériences internationales
Jessica Harnois a voyagé autour de monde pour goûter des vins. Par exemple, alors qu'elle est acheteuse de vins de prestige à la SAQ, elle se rend à Bordeaux en 2008 en compagnie de l'acheteur Denis Marsan de la SAQ. En 2010, elle se rend de nouveau à Bordeaux, cette fois-ci avec James Sucking pour goûter plus de 600 Bordeaux « primeurs ». Plus tard, en 2014, elle devient « Amie de la Suisse », agissant à titre d'ambassadrice pour ces produits.
Dans ses chroniques sur CASA TV, elle raconte ses péripéties à travers le monde, par exemple au Portugal, comme juge pour la compétition « Wines of Portugal ». Elle se rend régulièrement dans d'autres pays pour goûter des vins, par exemple en Argentine, au Chili ou encore en Afrique du Sud.

### Vie privée
Jessica Harnois vit à Shefford, Québec, Canada. Elle a été mariée à Roger T. Duguay dont elle divorce en 2011,. Ils ont eu une fille unique, Angelica Duguay, née en 2008.
La sommelière a connu deux épisodes inquiétants pour sa santé. En 2010, on lui trouve deux tumeurs au foie (des hémangiomes), qui s'avéreront être bénignes. Puis, en 2019, elle est diagnostiquée avec un cancer de la peau au visage, duquel elle est guérie après une opération.
En 2019, Jessica Harnois fait partie des personnalités publiques victimes de « l'espion aux cellulaires », un homme qui aurait espionné, volé ou fraudé l'identité d'une trentaine de personnes et d'institutions, dont Véronique Cloutier et les Caisses Desjardins.

## Prises de position et engagements

### Promotion des vins du Québec
Jessica Harnois fait régulièrement la promotion des vins du Québec et du Canada. Elle a publié plusieurs livres à ce sujet, dont Vins et fromages du Québec avec André Caron aux Éditions Québec-Amérique en 2014 et Boire local aux Éditions La Presse en 2019.
De 2016 à 2018, elle est l'ambassadrice de la campagne « Origine Québec » opérée par la SAQ et porte-parole de « Joyeux novembre! », une campagne visant à promouvoir le vin et la gastronomie à Montréal. Elle est également porte-parole de la campagne « Sortez vos verres », une série de capsules qui expliquent comment fonctionnent les pastilles de goût de la SAQ.
Elle est présente à chaque année dans plusieurs événements viticoles québécois. Elle est entre autres la porte-parole de la Fête des vendanges de Magog-Orford depuis 2011, un événement qui a pour mission de promouvoir les vins du Québec, ainsi que du Salon international des vins et spiritueux de Québec.

### Entrepreneuriat au féminin
Impliquée dans l'entrepreneuriat au féminin, la sommelière a succédé à Danièle Henkel comme porte-parole pour la campagne « Rêve, Ose, Agis » de Femmessor,. Elle participe aussi au programme « Femmes leaders » de l'Institut de Leadership, où elle enseigne l'art de la négociation et à l'Effet A, une initiative mise sur pied par Isabelle Hudon, ancienne présidente de la Chambre de commerce du Montréal métropolitain et aujourd'hui ambassadrice du Canada en France.

### Politique
En juin 2018, Jessica Harnois livre un discours devant le conseil général du Parti libéral du Québec (PLQ) en tant qu'invitée d'honneur. Des rumeurs se mettent à circuler selon lesquelles elle pourrait représenter le parti lors des élections à venir. Son agente, Manoushka Ross, confirme à un journal régional que le PLQ souhaite effectivement qu'elle représente le parti lors de la campagne électorale à venir. Son entrée en politique est alors annoncée par plusieurs médias, dont Radio-Canada qui publie un article intitulé La sommelière Jessica Harnois se lance en politique avec le PLQ. Ce n'est qu'à la fin du mois de juin 2018 que la sommelière vedette met fin à la fausse nouvelle en expliquant qu'elle ne se présente pas aux élections,, évoquant « un malentendu sur ses ambitions politiques ».
Le 8 mars 2020, dans le cadre de la Journée internationale des droits de la femme, elle donne une conférence à une assemblée de la Coalition avenir Québec en tant qu'invitée d'honneur. Elle y participe à titre de femme d'affaires du Québec, aux côtés de la ministre responsable de la Condition féminine et ministre déléguée de l'Éducation, Isabelle Charest, et de la directrice générale et organisatrice en chef de la CAQ, Brigitte Legault.

### Philanthropie
En entrevue, Jessica Harnois partage qu'en créant son entreprise en 2012, elle pensait d'abord et avant tout aux façons de donner à des fondations et aux moyens de les aider à obtenir des fonds. C'est ainsi que l'idée du jeu Dégustation Vegas et des animations est née. Elle anime régulièrement depuis 2013 des soirées et autres événements de nature caritative et ce pour divers organismes tels que Leucan,, un organisme sans but lucratif québécois qui vient en aide aux enfants atteints de cancer, et la Société canadienne de la sclérose en plaques. Elle se fait aussi parfois porte-parole de campagnes de financement, comme celle de la Société Alzheimer. Finalement, on la voit régulièrement participer à d'autres activités de nature philanthropique à titre de marraine d'événement ou de partenaire,,.

## Bilan médiatique

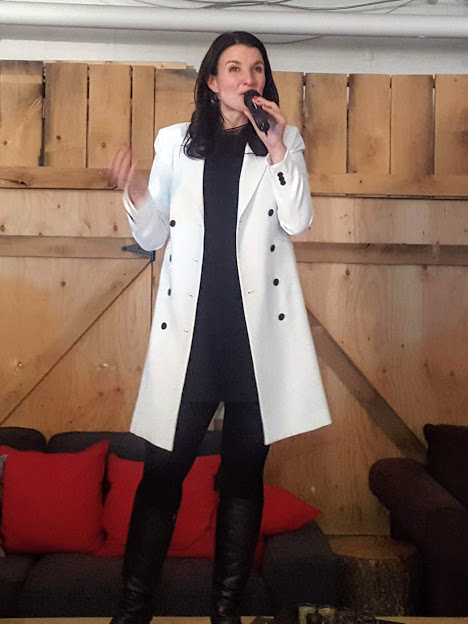
Jessica Harnois lors du lancement du livre Le Match parfait en mars 2019.

### Animation ou chroniques télévisées et radiophoniques
La sommelière a participé et participe encore à plusieurs émissions télévisées ou radiophoniques. Depuis ses débuts à Tout simplement Clodine (TVA) et Salut Bonjour (TVA), elle apparaît régulièrement sur les écrans comme invitée et chroniqueuse (Ricardo (Radio-Canada), Indice UV (Radio-Canada), Deux filles le matin (TVA), Ça finit bien la semaine (TVA), L'Épicerie (Tou.tv)) ou encore comme animatrice pour l'émission Le Goût des affaires (MaTV). À l'occasion, on a l'a vue apparaître dans des talk shows américains, comme le Today's Show (New York, USA).
Du côté de la radio, la femme d'affaires est chroniqueuse sur les ondes du 98.5FM et de Radio X.

### Chroniques sur les vins
Jessica Harnois a écrit dans divers médias imprimés ou numériques, comme Tout simplement Clodine, CASA, la Voix de l'Est, Rézo, Chez Soi, le Courrier vinicole de la SAQ, Exquis ainsi que Moi et Cie (avec Patricia Paquin). Elle écrit une chronique bimensuelle pour la revue Avenues.ca depuis 2015.

### Réseaux sociaux
Pendant la crise du Covid-19 en 2020, Jessica Harnois décide d'offrir des cours de dégustation de vins gratuits sur ses réseaux sociaux,,.

## Publications (livres)
Jessica Harnois est l'auteure (ou co-auteure) de sept ouvrages sur le vin :
- avec Pierre Huet, Santé!, Montréal, Les Éditions La Presse, 2020.
- Boire local : les 100 meilleurs vins, bières et alcools du Québec, Montréal, Les Éditions La Presse, 2019.
- avec Sonia Lizotte, Le Match Parfait, Éditions Guy Saint-Jean, 2018.
- avec Alexandre Marchand, Un sommelier à votre table, 3e édition, Brad.ca (Brad communication), 2017 (auto-édité).
- avec Alexandre Marchand, Un sommelier à votre table. Nouvelle édition, Québec/Amérique, 2015.
- avec André Caron, Vins et fromages québécois : guide des meilleurs achats, Québec/Amérique, 2014.
- avec Alexandre Marchand, Un sommelier à votre table, Québec/Amérique, 2013.

## Prix et récompenses
En 2019, la sommelière reçoit plusieurs récompenses. Elle remporte le prix Femme d'affaires du Québec, catégorie « Entrepreneure, petite entreprise », du Réseau des femmes d'affaires du Québec (RFAQ). On lui décerne aussi le prix du Mérite Estrien, une récompense régionale pour les gens d'affaires de la région. Finalement, elle est choisie comme l'une des 40 personnalités marquantes des 40 ans du MBA de l'École des sciences de la gestion de l'Université du Québec à Montréal.
En 2020, le jeu Vin mystère remporte la Palme d'or du meilleur jeu de société conçu au Québec.